# 샤르헤이 키슬랴크
샤르헤이 빅타라비치 키슬랴크(벨라루스어: Сяргей Вiктаравiч Кісляк, 러시아어: Сергей Викторович Кисляк 세르게이 빅토로비치 키슬랴크[*], 1987년 8월 6일 ~ )는 벨라루스의 축구 선수로 현재 디나모 브레스트에서 미드필더로 뛰고 있다.

## 클럽 경력
2002년 ROUR 민스크에서 데뷔한 이후 2004년 디나모 민스크로 이적하여 2010년까지 디나모 민스크의 주전 미드필더로 맹활약하며 리그 1회 우승(2004) 및 4회 준우승(2005, 2006, 2008, 2009), 2008년 벨라루스컵 4강 진출 등에 이바지했다.
그 후 2011년 러시아 프리미어리그의 루빈 카잔으로 트레이드되어 2015-16 시즌까지 활약하는 동안 2011-12 시즌 러시아 컵 우승을 맛보았고 2012년에는 FC 크라스노다르에서 잠시 임대 선수로 활동하기도 했다.
그리고 2016-17 시즌에는 튀르키예 쉬페르리그의 가지안테프스포르에서 활동하다가 2016-17 시즌을 마친 뒤 2018년 2월 카자흐스탄 프리미어리그의 이르티시 파블로다르로 이적하여 2018 시즌 카자흐스탄컵 4강 진출에 일조했다.
이후 같은 해 9월 고향팀인 디나모 브레스트 이적을 통해 8년만에 자국 리그로 복귀한 뒤 2시즌동안 몸 담으면서 2019 시즌 리그 우승, 2019-20 시즌 벨라루스컵 준우승, 벨라루스 슈퍼컵 2연패(2019, 2020) 등을 이끌었고 2020 시즌 종료 후 친정팀인 디나모 민스크로 복귀하여 2시즌동안 디나모 민스크의 주전 미드필더로 활약하며 2021 시즌 리그 3위, 2022 시즌 리그 4위 등의 혁혁한 공을 세웠으며 2022 시즌을 마친 후 디나모 브레스트로 또 다시 복귀했다.

## 국가대표팀 경력
2003년부터 2009년까지 벨라루스의 연령별 대표팀에서 42경기 7골을 기록했고 2009년 11월 14일 사우디아라비아와의 친선 경기에서 벨라루스 A대표팀에서의 국제 A매치 데뷔전을 치른 뒤 2010년 FIFA 월드컵 본선 진출팀 중 하나인 대한민국과의 친선 경기에서 A매치 데뷔골을 신고하며 1-0 승리를 이끌었다.
그리고 2010년 9월 3일 UEFA 유로 2012 예선 D조 1차전 원정 경기에서 선제골이자 결승골을 터뜨리며 2006년 FIFA 월드컵 준우승팀인 프랑스를 침몰시키는 대이변을 만들어낸 것은 물론 2002년 FIFA 월드컵 유럽 지역 예선 이후 10년만의 벨라루스의 국제 대회에서의 5할 승률 기록에도 큰 한몫을 해냈으며 이후 2021년 국가대표팀 은퇴를 선언할 때까지 12년동안 A매치 통산 74경기 9골을 기록했다.

## 대회 성적

### 클럽
디나모 민스크
- 벨라루스 프리미어리그 : 우승 (2004), 준우승 (2005, 2006, 2008, 2009), 3위 (2021), 4위 (2022)
- 벨라루스컵 : 4강 (2008)

 루빈 카잔
- 러시아 컵 : 우승 (2011-12)

 이르디시 파블로다르
- 카자흐스탄컵 : 4강 (2018)

디나모 브레스트
- 벨라루스 프리미어리그 : 우승 (2019)
- 벨라루스컵 : 준우승 (2019-20)
- 벨라루스 슈퍼컵 : 우승 (2019, 2020)